# Hugues-Robert-Jean-Charles de La Tour d'Auvergne-Lauraquais
Hugues-Robert-Jean-Charles de La Tour d'Auvergne-Lauraquais (Auzeville-Tolosane, 14 agosto 1768 – Arras, 20 luglio 1851) è stato un cardinale francese.
Fu nominato cardinale della Chiesa cattolica da papa Gregorio XVI.

## Biografia
Nacque a Auzeville-Tolosane il 14 agosto 1768 da un ramo di un'antica famiglia aristocratica, il Casato di La Tour d'Auvergne sovrano del Ducato di Bouillon, questo ramo ottenne il rango principesco da Pio IX a metà Ottocento. 
Fu proposto nel 1802 da Napoleone come vescovo della diocesi di Arras pur essendo un conservatore. In questa città ottenne un'ex abbazia per farne la nuova cattedrale dopo che quella antica, una delle più grandi di Francia, era stata distrutta dai rivoluzionari. Si impegnò con grande capacità nella rievangelizzazione della Francia del Nord e per la restituzione di chiese sottratte al culto. 
Papa Gregorio XVI lo elevò al rango di cardinale nel concistoro del 23 dicembre 1839. Nel 1840 rifiutò l'offerta dell'arcidiocesi di Parigi rimanendo ad Arras.
Morì il 20 luglio 1851 all'età di 82 anni.

## Genealogia episcopale e successione apostolica
La genealogia episcopale è:
- Cardinale Guillaume d'Estouteville, O.S.B.Clun.
- Papa Sisto IV
- Papa Giulio II
- Cardinale Raffaele Sansone Riario
- Papa Leone X
- Papa Paolo III
- Cardinale Francesco Pisani
- Cardinale Alfonso Gesualdo di Conza
- Papa Clemente VIII
- Cardinale Pietro Aldobrandini
- Cardinale Laudivio Zacchia
- Cardinale Antonio Barberini, O.F.M.Cap.
- Cardinale Nicolò Guidi di Bagno
- Arcivescovo François de Harlay de Champvallon
- Cardinale Louis-Antoine de Noailles
- Vescovo Jean-François Salgues de Valderies de Lescure
- Arcivescovo Louis-Jacques Chapt de Rastignac
- Arcivescovo Christophe de Beaumont du Repaire
- Arcivescovo Jean-Armand de Bessuéjouls Roquelaure
- Cardinale Hugues-Robert-Jean-Charles de La Tour d'Auvergne-Lauraquais

La successione apostolica è:
- Arcivescovo Denis-Auguste Affre (1840)